# Sportfreunde 05 Saarbrücken
Sportfreunde 05 Saarbrücken – niemiecki klub piłkarski, grający obecnie w Landeslidze Saarland-Südwest (odpowiednik ósmej ligi), mający siedzibę w mieście Saarbrücken (w dzielnicy Burbach), stolicy kraju związkowego Saara.

## Historia
- 1876 – został założony jako TV 1876 Burbach
- 1905 – założenie w klubie sekcji piłkarskiej
- 1924 – odłączenie się od klubu sekcji piłkarskiej jako Sportfreunde 05 Saarbrücken
- 1924 – połączył się z Ballspoelclub Burbach
- 1938 – połączenie się wszystkich klubów z Burbach w SG Saarbrücken
- 1945 – został rozwiązany
- 1945 – został na nowo założony jako TuS Burbach
- 1946 – zmienił nazwę na Sportfreunde Burbach
- 1947 – zmienił nazwę na Sportfreunde 05 Saarbrücken

## Sukcesy
- 3 sezony w Gaulidze Südwest/Mainhessen (1. poziom): 1933/34-1934/35 i 1936/37.
- 7 sezonów w Oberlidze Südwest (1. poziom): 1954/55, 1956/57 i 1958/59-1962/63.
- 4 sezony w 2. Oberlidze Südwest (2. poziom): 1952/53-1953/54, 1955/56 i 1957/58.
- 2 sezony w Regionallidze Südwest (2. poziom): 1963/64-1964/65.
- mistrz 2. Oberligi Südwest (2. poziom): 1954 i 1956 (awanse do Oberligi Südwest)
- wicemistrz 2. Oberligi Südwest (2. poziom): 1958 (awans do Oberligi Südwest)
- mistrz Landesliga Saarland – Gruppe Südwest (5. poziom): 1987 (awans do Verbandsligi Saarland )
- mistrz Bezirksliga Saarland – Gruppe Süd (7. poziom): 1999 (awans do Landesligi Saarland )
- mistrz Saarland Pokal (Puchar Saary): 1949, 1950 i 1951